# パーソナライゼーション
パーソナライゼーション（英: personalization）は、パーソナライズ（personalize）という動詞の名詞形であり、「何かを個々人向けに最適化すること」を意味する。

## 概要
personalizeは日本語で「個人化する」と訳す。一見、意味を取りづらい言葉のように見えるが、もとは非常に簡単な単語であり、たとえば米国で「personalized eraser」と言うと、単に「Jack」だの「Nancy」だのという名前をケースに書いた消しゴムであったりする。要するに「あなた用のもの」という程度の意を持つ。
日本語でパーソナライズというと、計算機ソフトウェアに関連する用法として、かなり限定された使い方をされており、一般には「ウェブページを個人向けに最適化する」という意味が多い。利用者の属性、趣味嗜好などに基づいてページを最適化するという意味である。My Yahoo!などがこれに相当する。
パーソナライズは、「レコメンド」「レコメンデーション」と近い文脈で使われることが多い。これは、パーソナライズしたデータの最大の活用方法は、サービスを提供する側（一般には企業）にとっても、受ける側（利用者）にとっても、「おすすめのものを提示すること」だからである。たとえばアマゾンにおいて、「あなたにおすすめの商品」という形で表示されるものがこれである。

## X-Press-OとGoogle News
パーソナライズサービスを高度な形で日本で最初に提供したものとしては、NECと読売新聞が共同でサービスを行ったX-press-Oというものがあった（後に読売COLiNSへと改称）。これは1996年というWWWが普及し始めた極めて早い時期に、自動パーソナライズ（利用者の記事購読履歴に基づく自動最適化）、プッシュ型配信（WindowsのActive Desktop機能を利用したデスクトップへのプッシュ型配信やパーソナライズメール配信などを含む）などを総合的にパーソナライズするサービスを実施したものであるが、後にサービスは中止されたが、上記サービスの基本技術は開発者である神場らによる論文に示されている。
その後、パーソナライズは高度な技術というよりはWebページ上でのごく当たり前の技術として使われるようになり、登録型サービスであればID、パスワードを入力して表示されるページが、何らかの形でパーソナライズされているのは当然のこととなっている。

## Eメール
Eメールのパーソナライゼーションによって、マーケティングキャンペーンのクリックスルー率が60向上し、コンバージョン率が25%向上したとの報告がある。ここでのパーソナライゼーションとは、一律の内容に名前などを単に差し込むのではなく、ターゲットに関連するコンテンツを組み込むことを指している。

## 印刷メディア
デジタル印刷によるバリアブル印刷の応用として、印刷メディアでもパーソナライゼーションは可能である。ここでのパーソナライゼーションとは、バリアブル印刷の語源であるVariable Data Printing (VDP)が暗示する住所や宛名などのデータだけではなく、画像やテキストなどから構成される表示コンテンツすべてを可変とすることを指している。Webと同様なレコメンデーションに基づく内容を納品書に組み込んだり、あるいはWebと連携してそのコンテンツをカタログやパンフレットとして出力することも可能である。